# Arne Brustad
Arne Brustad (14 avril 1912 à Oslo – 22 août 1987 dans la même ville) était un attaquant norvégien. Il est vu comme l'un des meilleurs footballeurs norvégiens de tous les temps.

## Biographie
Brustad jouait au FC Lyn Oslo de 1930 à 1948, remportant la Coupe de Norvège de football en 1945 et 1946 en battant deux fois de suite Fredrikstad FK.
Il fut international 33 fois pour la Norvège et inscrit 17 buts. Il a obtenu la médaille de bronze aux JO de 1936 à Berlin, avec la Norvège, en marquant 5 buts dans cette compétition (un but contre la Turquie, un but contre l'Italie et trois contre la Pologne).
Il est le premier buteur norvégien en Coupe du monde de football. C'est en 1938, au stade Vélodrome de Marseille, qu'il marque contre l'Italie à la 83e minute. Le match est perdu par les Norvégiens 2-1 après prolongation.